# Ebulioscópio

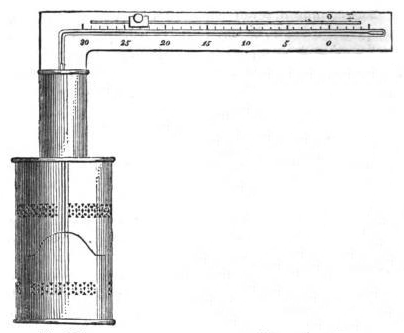
Ebulioscópio de Vidal

Um ebulioscópio é um instrumento para a medição do ponto de ebulição de um líquido. Pode ser usado para determinar a concentração alcoólica de uma mistura como as bebidas destiladas, ou para a determinação do peso molecular de um soluto não volátil baseado na elevação do ponto de ebulição. O procedimento é conhecido como ebulioscopia.
O primeiro ebulioscópio foi inventado em 1838 por Brossard-Vidal, e foi utilizado para a medição do conteúdo alcoólico. A vantagem deste método era que o ponto de ebulição é relativamente insensível a outros componentes das bebidas tais como os açúcares. Alcoolômetros mais antigos eram baseados na medição da densidade, a qual é mais sensível à presença de outros solutos.